# Apion violaceum
Apion violaceum är en skalbaggsart som beskrevs av Kirby 1808. Apion violaceum ingår i släktet Apion, och familjen spetsvivlar. Arten är reproducerande i Sverige.